# Josep Maria de Martín i Gassó
Josep Maria de Martín i Gassó   (Berga, 8 de març de 1920 - Berga, 20 de gener de 2005) fou pintor, dibuixant, poeta i escriptor.
Fill d'una familia de la petita noblesa rural (el seu llinatge havia tingut el títol de la baronia de Balsareny), es llicencià en Dret i fou pintor, il·lustrador i portadista d'obres d'Espriu i Carlos Barral, poeta (amb el pseudònim de Bernat Meix), i caricaturista. Va escriure una novel·la a mitges amb Gabriel Ferrater, compartí els anys d'estudis amb Joan Perucho, Néstor Lujan, Manuel Valls, Josep Maria Castellet, Josep Palau i Fabre, i Antoni Vilanova. Col·laborà a la premsa barcelonina amb el pseudònim de Pep, escrigué textos d'un humor surrealista a l'estil del filòsof Francesc Pujols amb el pseudònim de Custodio Lopas, i conreà la poesia amb el pseudònim Bernat Meix.

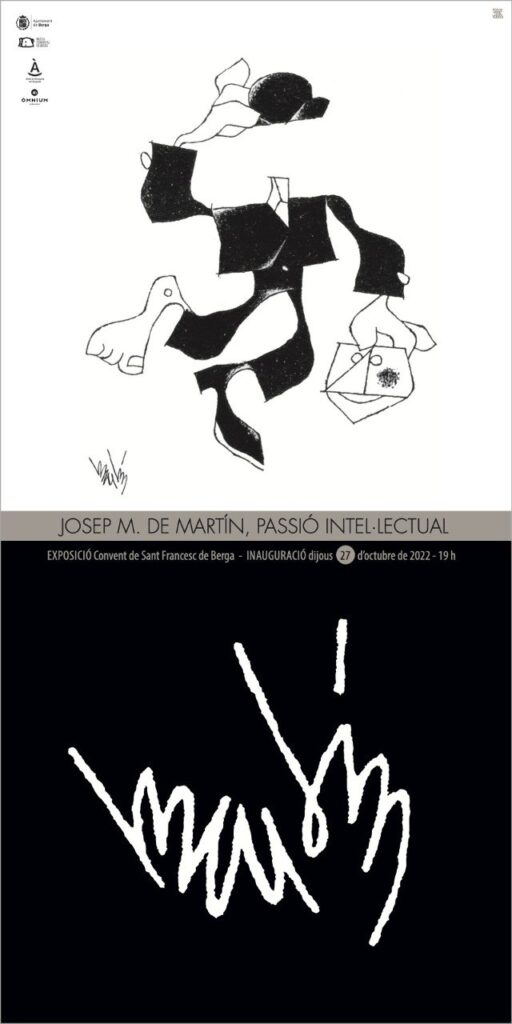
Cartell de l'exposició Josep Maria de Martín (2022)

## Biografia
Estudià dret i formà part del grup de la revista Alerta, de la que en fou redactor en cap, i Laye. Alhora es formà a l'acadèmia de Ramon Rogent de la que també en fou professor. Durant els anys quaranta desplegà una intensa activitat com a dibuixant i il·lustrador, fent acudits per al diari El Correo Catalán, sota el pseudònim Pep, i fent il·lustracions per a molts llibres, dels que destaquen les portades que feu a les primeres edicions d'obres d'Espriu, Foix, Riba, Perucho, Ferrater o Gil de Biedma. En els anys cinquanta realitzà diverses exposicions a Barcelona, amb la seva pintura geometritzant i intel·lectualitzada molt influenciada per Cézanne. Gabriel Ferrater va dedicar-li el seu llibre Sobre pintura. Pilar Parcerisas, a L'Avui (22-11-1981) n'escriuria: "La seva pintura va més enllà d'un pur joc plàstic; ens revela, malgrat la simplicitat amb què ens presenta la realitat, que totes les coses ten en el seu secret, el seu enigma i és l'espectador l'encarregat de trobar-lo. Pintura metafísica que ens mena cap a una reflexió sobre la presència física de les coses i la relació del pintor amb elles".
La dècada dels seixanta De Martín es clou a Berga, centrat en la pintura i la poesia. Dirigeix el Museu Municipal de Berga, i als setanta publica la seva obra poètica, escrita amb el pseudònim de Bernat Meix: Els Jornals al cos (1971), El peu al coll (1975), La mosca al nas (197 6) i El nus a la cua (1979), que es reeditarien en un sol volum l'any 2001 sota el títol El Clam a l'Erm.
L'any 2001 la Ciutat de Berga el reconeixeria amb la Medalla d'Or de la ciutat i li dedicaria una gran exposició retrospectiva.
L'any 2020 es va preveure una exposició a Berga per celebrar el centenari del seu naixement. La pandèmia va endarrerir-ho i es va fer l'any 2022. Comissariada per Salvador Vinyes, o Jaume Capdevila Kap, sota el títol Josep Maria de Martín, Passió intel·lectual, la mostra intentava aproximar l'espectador a diverses facetes personals i professionals de l'artista, mostrant una important quantitat d'olis i dibuixos, així com explorant a fons la seva producció literària i gràfica. L'Ámbit de recerques del Berguedà edità un complert catàleg d'aquesta exposició.
Ha exercit un gran mestratge en el camp intel·lectual Berguedà, essent referent de diverses generacions d'artistes berguedans, des de Josep Deseuras, Joan Ferrer, Salvador Vinyes, o Jaume Capdevila Kap.